# Totenrotel
Die Totenrotel war eine schriftliche Todesbotschaft von einer Klostergemeinschaft zur anderen. Eine Rotel war eine Pergamentrolle, die um einen hölzernen Stab aufgewickelt wurde. Seit der Verdrängung durch den Codex waren derartige Dokumente fast ausschließlich im liturgischen Bereich in Verwendung. Die Totenrotel war eine solche Rolle, die einmal jährlich oder beim Tod eines Mönchs (seit dem 11. Jahrhundert meist nur noch für Würdenträger) hergestellt und von einem Boten, dem rotularius oder roligerus, von Kloster zu Kloster getragen wurde. In den meisten Fällen scheint diese Aufgabe ein Laienbruder versehen zu haben.
Klöster pflegen seit dem 9. Jahrhundert ein Netzwerk der Gebetsverbrüderungen, vornehmlich in Benediktinerorden und seinen Zweigen sowie unter Kanonikerstiften geübt. In späterer Zeit begrenzt sich das Versenden der Totenrotel auf Mittel- und Westeuropa, besonders Nordfrankreich, England, Belgien, Bayern und Österreich. Insgesamt sind rund 300 mittelalterliche Totenroteln erhalten, das Zehnfache ist aus der Frühen Neuzeit erhalten.
Die Totenroteln des Mittelalters kursierten oft jahrelang. Enthielten sie zuerst nur eine Vita des Verstorbenen in der eigentlichen Todesmitteilung oder encyclica, entstanden durch Anheftung beidseitig beschriebener Pergamente an jeder Station, so genannter tituli, mit der Zeit lange (und schwere) Rollen: Die Totenrotel des Abtes Vitalis von Savigny († 1122) beispielsweise erreichte im Laufe von zwei Jahren, in denen sie durch englische und französische Klöster getragen wurde, eine Länge von etwa 10 Metern. Exemplare von 30 Metern Länge sind der Forschung bekannt.
Vorläufer der Totenroteln waren die Mortuarien oder breves genannten Totenlisten, die zwischen zwei Einrichtungen gewechselt wurden. Nachdem die Roteln selbst nicht mehr versendet wurden, blieb die Bezeichnung  „Rottel“ für Nekrologe in Codexformat in Gebrauch.

## Bekannte Totenrotelsammlungen
- Die Totenrotelsammlung des Klosters Ensdorf (1716–1789) mit 1497 Totenroteln[2]
- Die Sammlung der Stiftsbibliothek Admont enthält 11 Roteln aus dem 15. Jahrhundert (1442–1496).[3]
- Im Archiv der Erzabtei St. Peter in Salzburg umfasst die umfangreiche Rotelsammlung 55 Foliobände.[4]
- In der Benediktinerabtei Michaelbeuern sind 35 Folianten von Roteln erhalten.
- Die Totenrotelsammlung des Klosters St. Emmeram (Regensburg) mit 2570 Totenroteln in 10 Foliobänden (1730–1795)[5]